# Offside (película)
Offside (persa: آفساید lit. Fuera de Juego) es una película iraní de 2006 dirigida por Jafar Panahi, sobre un grupo de chicas que intentan ver un partido de clasificación para la Copa Mundial pero tienen a la ley como obstáculo debido a su sexo. Las fanáticas no pueden ingresar a los estadios de fútbol en Irán con el argumento de que habrá un alto riesgo de violencia o abuso verbal contra ellos. La película fue inspirada por la hija del director, que decidió asistir a un juego de todos modos. La película fue filmada en Irán pero su proyección fue prohibida allí.

## Trama
Una niña se disfraza de niño para asistir al partido clasificatorio para la Copa Mundial de Fútbol de 2006 entre Irán y Baréin. Viaja en autobús con un grupo de admiradores masculinos, algunos de los cuales notan su sexo, pero no se lo dicen a nadie. En el estadio, ella persuade a un reacio cajero a venderle un boleto; él solo acepta hacerlo a un precio inflado. La niña trata de escabullirse sin ser notada por los guardias de seguridad, pero es descubierta y arrestada. Es puesta en un corral en el techo del estadio con otras mujeres que también han sido atrapadas; la celda está frustrantemente cerca de una ventana que da hacia el partido, pero las mujeres no está en el ángulo adecuado para verlo.
Las mujeres se encuentran custodiadas por varios soldados, todos los cuales están haciendo su servicio nacional; uno en particular es un azerí iraní de Tabriz que solo quiere regresar a su granja. Los soldados están aburridos y no les importa particularmente si se les debe permitir a las mujeres asistir a partidos de fútbol; sin embargo, protegen a las mujeres cuidadosamente por temor a su "jefe", que podría venir en cualquier momento. De vez en cuando dan comentarios sobre el partido a las mujeres.
Una de las niñas más jóvenes necesita ir al baño, pero por supuesto no hay baño para mujeres en el estadio. Se asigna a un soldado para acompañarla al baño de hombres, lo cual hace por un proceso absurdo: primero ocultándose la cara con un póster de una estrella de fútbol, echando a un número de hombres furiosos del baño y bloqueando la entrada del mismo. Durante el caos, la niña se escapa al estadio, aunque poco después regresa a la prisión porque está preocupada de que el soldado de Tabriz se meta en problemas.
Durante la segunda mitad del juego, las mujeres se amontonan en un autobús junto con un niño arrestado por llevar fuegos artificiales y se les ordena a los soldados que las lleven a las oficinas centrales del Escuadrón Antivicio. A medida que el autobús viaja a través de Teherán, el soldado de Tabriz enciende la radio para que se pueda escuchar el comentario del partido. Irán derrota a Baréin 1-0 con un gol de Mohammad Nosrati justo después del descanso y estallan festejos salvajes dentro del autobús mientras las mujeres y los soldados aplauden y cantan con alegría. La chica cuya historia comenzó la película es la única que no está contenta. Cuando se le preguntó por qué, ella explica que no está realmente interesada en el fútbol; ella quería asistir al partido porque una de sus amigas fue una de las siete personas muertas en una pelea durante el reciente partido entre Irán y Japón, y ella quería ver el partido en su memoria.

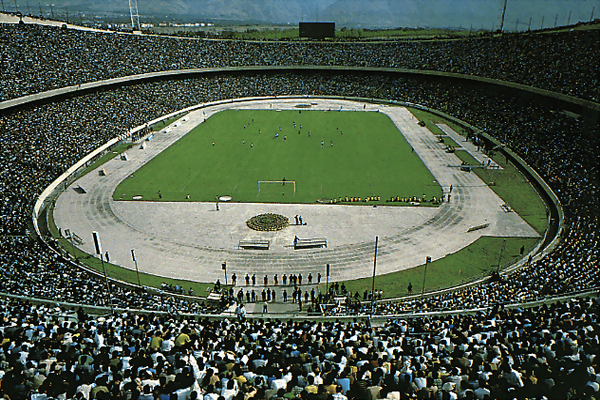
El Estadio Azadi, donde se desarrolla la trama.

La ciudad de Teherán estalla con fiesta, y el autobús queda atrapado en un atasco de tráfico cuando comienza una fiesta callejera espontánea. Tomando prestados siete bengalas del niño con los fuegos artificiales, las mujeres y los soldados salen del autobús y se unen a la fiesta, sosteniendo las bengalas sobre ellos.
La película fue filmada en un estadio real durante un partido clasificatorio para el equipo nacional iraní. Panahi tuvo dos resultados separados para la película dependiendo de la participación del partido.

## Reparto
La mayoría de los personajes de la película no tienen nombre.
- Sima Mobarak-Shahi como primera niña.
- Shayesteh Irani como una chica fumadora.
- Ayda Sadeqi como futbolista.
- Golnaz Farmani como niña con chador.
- Mahnaz Zabihi como mujer soldado.
- Nazanin Sediq-zadeh como niña.
- Hadi Saeedi como soldado.

## Recepción de la crítica
La película recibió críticas muy positivas de parte de los críticos. El agregador de reseñas Rotten Tomatoes informó que el 97% de los críticos le dieron a la película críticas positivas, basadas en 76 revisiones. Metacritic informó que la película tuvo un puntaje promedio de 85 sobre 100, con base en 25 revisiones.
Ann Hornaday escribiendo para The Washington Post dijo que "Panahi ha perfeccionado el arte del realismo cinematográfico, y ha convertido su cámara en escenas que parecen más improvisadas o capturadas sobre la marcha que las escenificadas."
El colaborador de The Wall Street Journal, Joe Morgenstern, "El delicadamente subversivo Sr. Panahi deja perfectamente claro a sus temas: la estupidez de la autoridad y la hipocresía de la discriminación. Offside es sorprendentemente entretenida y edificante."

## Premios
La película ganó el Oso de Plata en el Gran Premio del Jurado del Festival Internacional de Cine de Berlín en 2006, y estuvo en la selección oficial del Festival de Cine de Nueva York y el Festival Internacional de Cine de Toronto de 2006.